# Lodovico Agostini
Lodovico Agostini (1534 - 20 de setembre de 1590) era un compositor italià, cantant, sacerdot, i erudit de l'últim Renaixement musical. Estava a prop de la cort dels Este a Ferrara, i és un dels representants més genuïns de l'estil que es desenvolupava a finals del segle xvi.

## Vida
Va néixer a Ferrara, i va viure-hi gairebé tota la seva vida. Era fill il·legítim d'Agostino Agostini, un cantant i sacerdot de Ferrara especialment actiu els anys 1540. Lodovico podria haver estudiat un temps a Roma, basat en l'evidència d'un madrigal publicat allà, i s'hi va ordenar sacerdot. El 1572 cantava a la capella de la Catedral de Ferrara, i el 1578 era en la nòmina de Duc Alfons II d'Este, un dels mecenes més famosos de música de finals del segle xvi. Clarament Lodovico era un favorit del Duc, i va romandre al seu servei la resta de la seva vida.
Durant els anys 1580 va ser professor de composició del Duc de Mantua, Guglielmo Gonzaga; Agostini li va dedicar un llibre de madrigals. Gonzaga es va arribar a convertir en a un compositor de madrigals, i a més a més era proper a Palestrina.
Agostini era en bones relacions amb molts membres de l'aristocràcia, així com els poetes Tasso i Guarini, i altres músics a la cort, incloent-hi Luzzasco Luzzaschi, el més famós del madrigalistes ferraresos.
Mentre la seva relació amb la cort dels Este era estrictament secular, Agostini va fer una carrera eclesiàstica distingida, arribant a monsenyor i a pronotari apostòlic.

## Música i influència
Ferrara, anys 1580 i el 1590, era un dels llocs musicalment més avançats i sofisticats a Europa. Sota el patronatge del Duc Alfons II d'Este, la cort es va convertir en un lloc d'experimentació musical, amb un grup de cantants virtuoses (el concerto di donne), així com un grup de compositors virtuosos, que incloïen Luzzaschi, Agostini, i els anys 1590, Carlo Gesualdo i Francesco Foggia. Tots ells escrivien música per a la diversió d'un grup petit de coneixedors, incloent-hi el mateix Duc. En aquesta atmosfera, va florir un estil de música d'avantguarda, i Agostini era un de més musicalment atrevit del grup. D'alguna manera l'ambient a Ferrara era evocador de l'activitat a Avinyó a finals del segle xiv, que produïa un estil musical conegut com el ars subtilior; en efecte, Ferrara evoca certs moviments del segle xx.
A Agostini li agradaven els enigmes musicals, sorpreses i trencaclosques, i les seves moltes col·leccions musicals mostren això. Enigmi musicali i L'echo, et enigmi musicali són plens d'estranyes progressions cromàtiques, interpolacions instrumentals, i altres curiositats musicals. Alguns dels seus llibres de madrigals estan escrits en un estil de cant per virtuosos, òbviament destinat als tres membres del concerto di donne (Laura Peverara, Anna Guarini i Livia d'Arco). El seu tercer llibre de madrigals, per a sis veus (1582), sembla la primera col·lecció del repertori d'aquest conjunt.
Tot i que no ha sobreviscut la música litúrgica d'Agostini, una de les seves últimes composicions és Le lagrime del peccatore, uns poemes de Luigi Tansillo, com un conjunt de madrigals espirituals; és similar en el propòsit, si no en el recurs musical, del conjunt Lagrime di San Pietro per Orlando di Lasso, també basat en poemes de Tansillo.
Agostini va morir el 1590, i el 1598 Alfons moria i Ferrara era absorbida pels Estats pontificis, acabant aleshores l'experimentació musical.